# Trémouilles
Trémouilles är en kommun i departementet Aveyron i regionen Occitanien i södra Frankrike. Kommunen ligger  i kantonen Pont-de-Salars som ligger i arrondissementet Rodez. År 2022 hade Trémouilles 473 invånare.

## Befolkningsutveckling
Antalet invånare i kommunen Trémouilles
Referens: INSEE